# Zipline
ジップライン（英語: Zipline）は、ドローン宅配便の設計、製造、運用を行うアメリカの企業。同社は、アメリカ、ルワンダ、ガーナ、日本（五島列島の福江島)
で配送センターを運営し、ナイジェリアコートジボワール、ケニアでサービスを開始する契約を締結している。
2022年4月の時点で、同社のドローンは275,000回の商用配送で2,000万マイル以上の飛行を行っている。また、同社は、ドローン空港としても機能する配送センターの建設および運営も手掛けている。ドローンは、血液配達、ワクチンなど一般的な医療製品、非医療製品の配送サービスも提供する。